# Международное движение Красного Креста и Красного Полумесяца

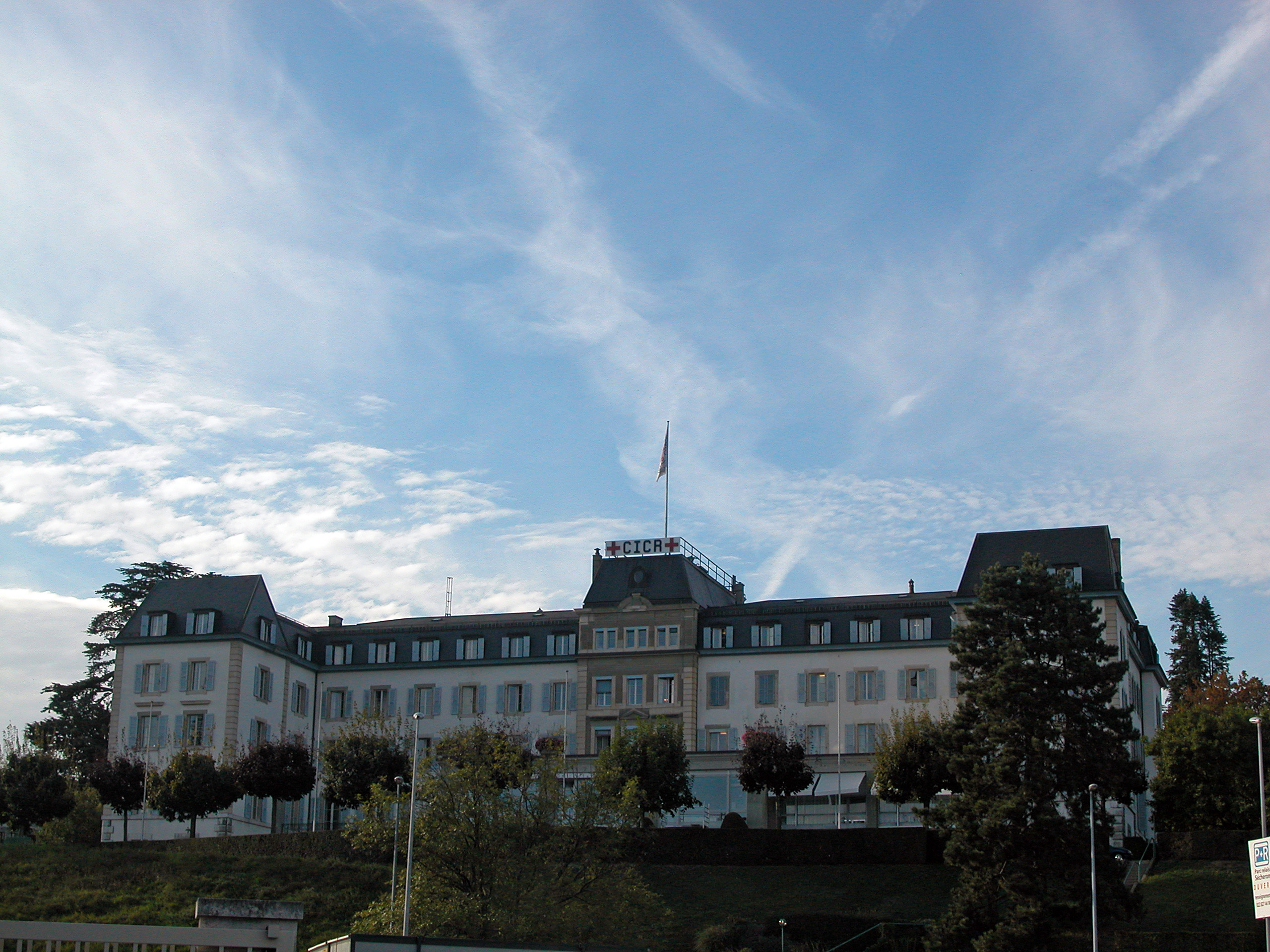
Штаб-квартира Международного комитета Красного Креста в Женеве

Международное движение Красного Креста и Красного Полумесяца (также известное как Международный Красный Крест или Международный Красный Полумесяц) — международное гуманитарное движение, основанное в 1863 году и объединяющее более 17 миллионов сотрудников и добровольцев (волонтёров) по всему миру.
Движение считает своей главной целью «Помогать всем страждущим без какого-либо неблагоприятного различия, способствуя тем самым установлению мира на Земле».
Составные части Международного Красного Креста:
- Международный комитет Красного Креста (МККК).
- Международная федерация обществ Красного Креста и Красного Полумесяца (МФОКК и КП) (англ. International Federation of Red Cross and Red Crescent Societies (IFRC)).
- Национальные общества Красного Креста и Красного Полумесяца.

Руководящие органы Движения:
- Международная конференция Красного Креста и Красного Полумесяца — проводится, как правило, раз в 4 года. На ней происходят встречи национальных обществ с представителями государств-участников Женевских Конвенций.
- Совет делегатов — заседания Совета происходят раз в 2 года.
- Постоянная комиссия — является уполномоченным органом Международной конференции в период между Конференциями.
- Генеральный директор — Мардини Роберт.
- Президент — Мауэр Пётр.

## Основополагающие принципы

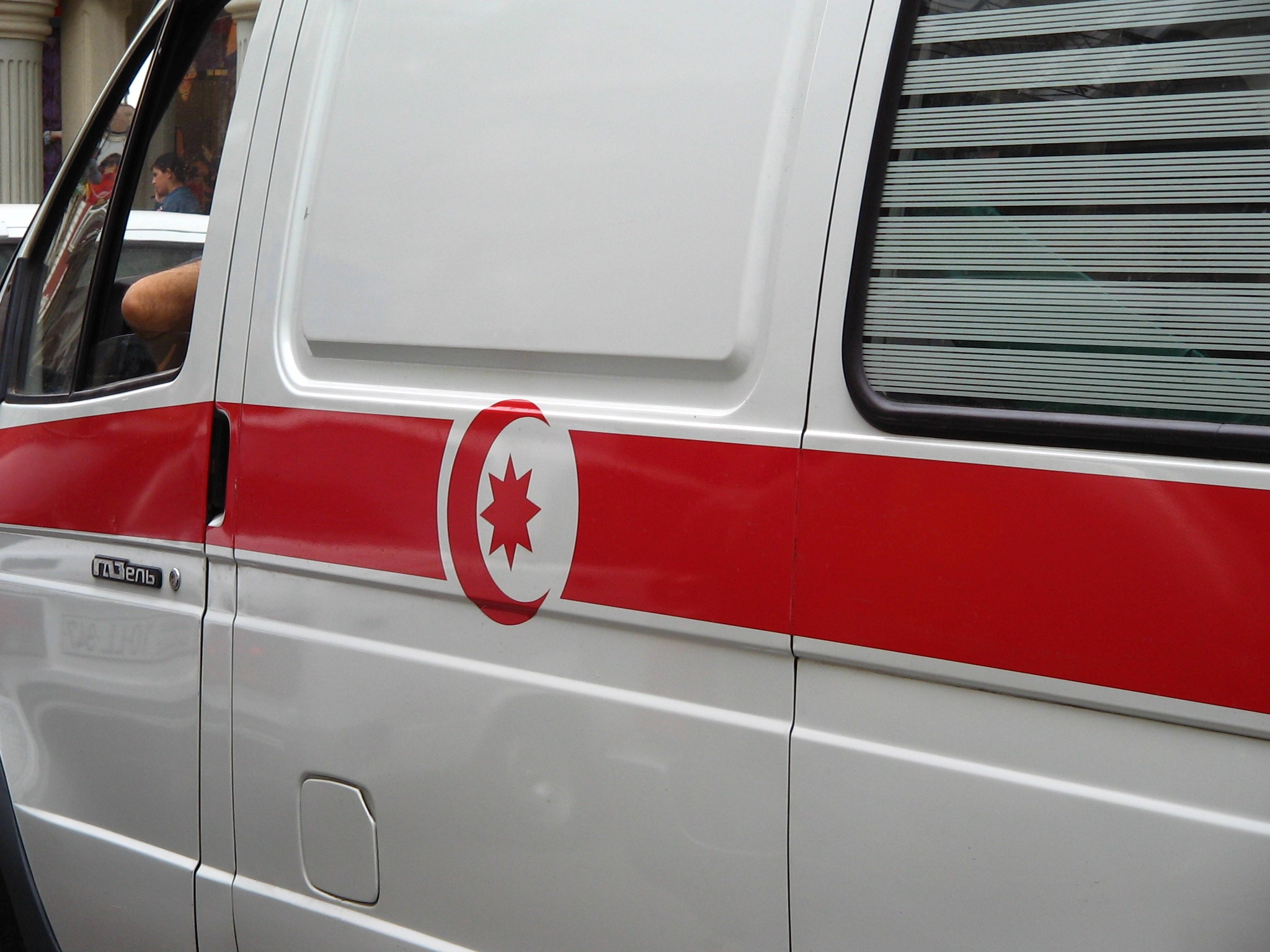
Автомобиль скорой помощи с красным полумесяцем. Баку, Азербайджан

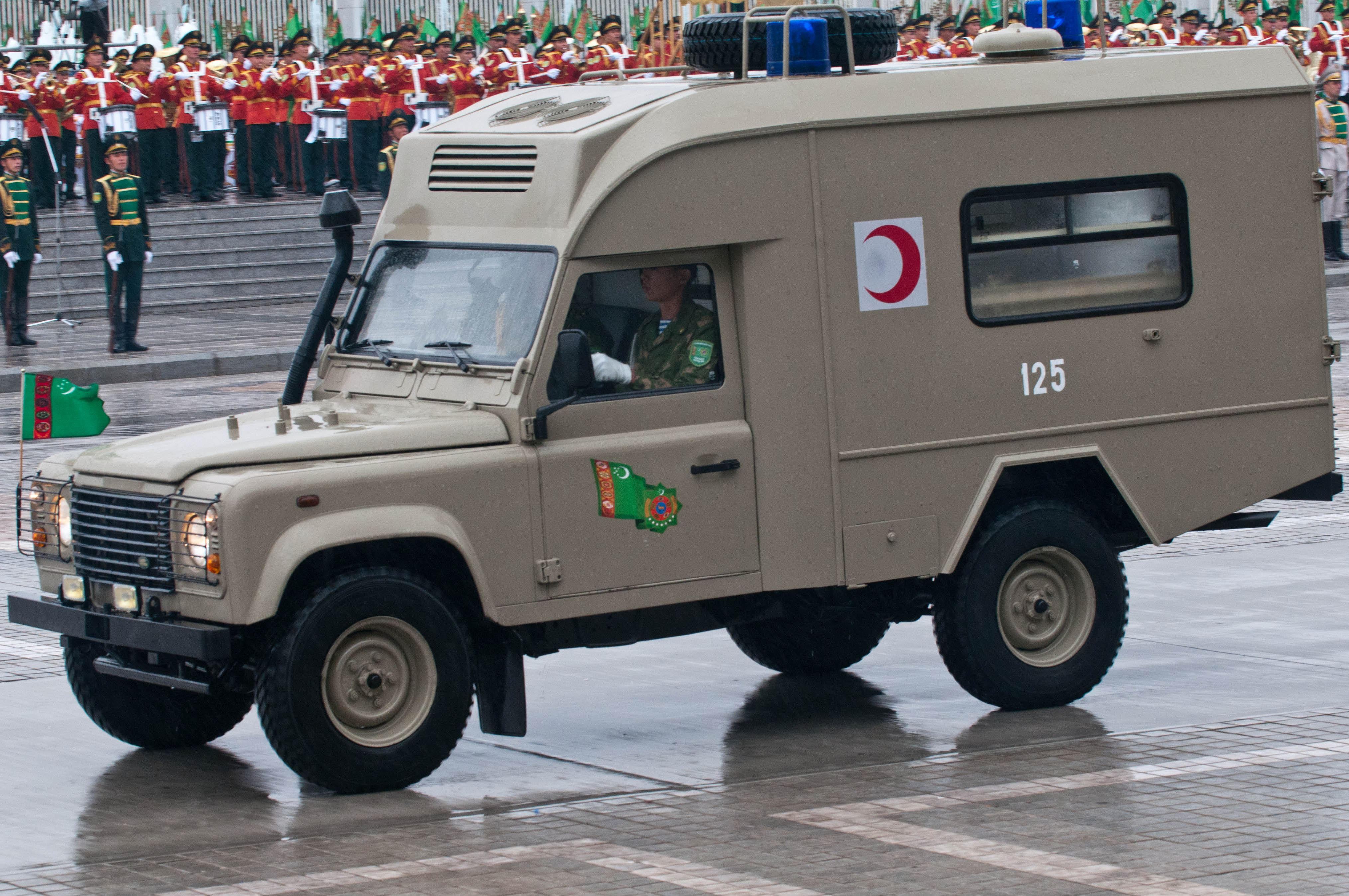
Автомобиль Красного Полумесяца в Туркменистане

Провозглашены в Вене на ХХ Международной конференции Красного Креста и Красного Полумесяца в 1965 году.
В своей деятельности волонтёры и сотрудники обществ Красного Креста и Красного Полумесяца руководствуются этими фундаментальными принципами.
Гуманность
Международное движение Красного Креста и Красного Полумесяца, порождённое стремлением оказывать помощь всем раненым на поле боя без исключения или предпочтения, старается при любых обстоятельствах как на международном, так и на национальном уровне предотвращать и облегчать страдания человека. Движение призвано защищать жизнь и здоровье людей и обеспечивать уважение к человеческой личности. Оно способствует достижению взаимопонимания, дружбы, сотрудничества и прочного мира между народами.
Беспристрастность
Движение не проводит никакой дискриминации по признаку национальности, расы, религии, сексуальной ориентации, класса или политических убеждений. Оно лишь стремится облегчать страдания людей, и в первую очередь, тех, кто больше всего в этом нуждается.
Нейтральность
Чтобы сохранить всеобщее доверие, Движение не может принимать чью-либо сторону в вооружённых конфликтах и вступать в споры политического, расового, религиозного или идеологического характера.
Независимость
Движение независимо. Национальные общества, оказывая своим правительствам помощь в их гуманитарной деятельности и подчиняясь законам своей страны, должны, тем не менее, всегда сохранять автономию, чтобы иметь возможность действовать в соответствии с принципами Красного Креста.
Добровольность
В своей добровольной деятельности по оказанию помощи Движение ни в коей мере не руководствуется стремлением к получению выгоды.
Единство
В стране может быть только одно национальное общество Красного Креста или Красного Полумесяца. Оно должно быть открыто для всех и осуществлять свою гуманитарную деятельность на всей территории страны.
Универсальность
Движение является всемирным. Все национальные общества пользуются равными правами и обязаны оказывать помощь друг другу.

## Эмблемы

Красный кристалл, религиозно нейтральный символ Международного движения Красного Креста и Красного Полумесяца

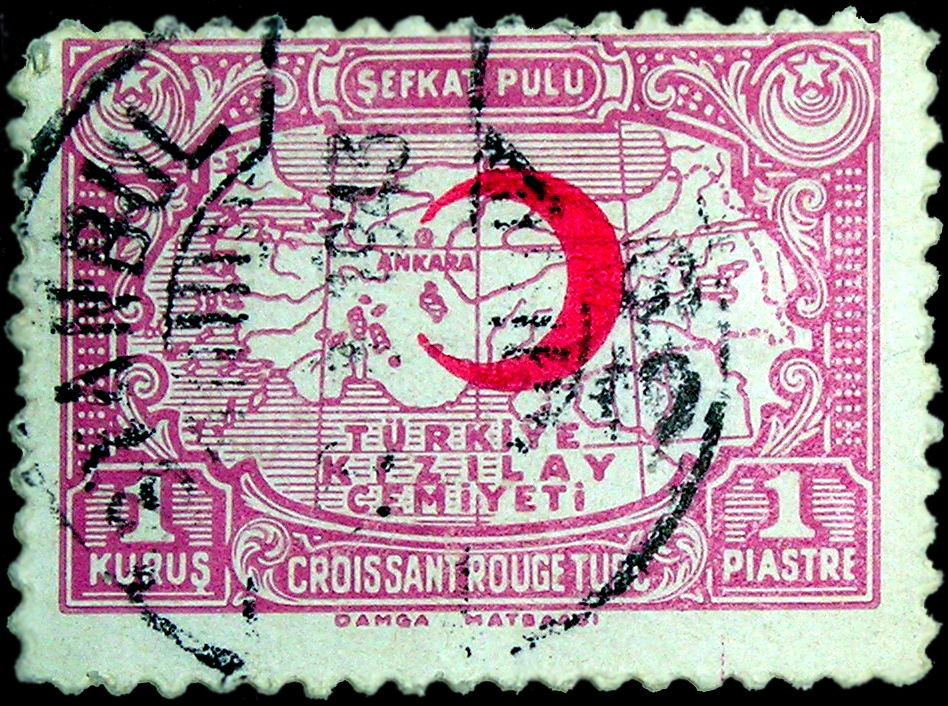
Благотворительная марка Красного Полумесяца Турции (1941—1943). Номинал — 1 куруш

Первая эмблема МККК — красный крест на белом фоне — изначально не имела религиозного смысла, представляя собой негативную копию (инверсию) швейцарского флага (вместо белого креста на красном поле — красный цвет на белом). Однако во время русско-турецкой войны 1877—1878 годов Османская империя отказалась использовать эту эмблему, заменив её красным полумесяцем, поскольку красный крест вызывал негативные ассоциации с крестоносцами.
Женевская конвенция 1929 года признала красный полумесяц в качестве второй защитной эмблемы. Эту эмблему используют национальные организации во многих мусульманских странах, но не везде, где большинство населения составляют мусульмане. Так, в Индонезии национальное общество использует эмблему красного креста, а не красного полумесяца: по словам руководителя общества, это связано, в частности, с тем, что и организация, и эмблема креста, и страна — религиозно нейтральны.
Также статус официального символа движения получил знак красных льва и солнца, национальный символ Ирана. Однако после исламской революции 1979 года, в ходе которой лев и солнце исчезли с флага и герба страны как символы старого монархического строя, новое иранское правительство учредило более традиционный для мусульманских стран красный полумесяц, переименовав свое крыло международного общества соответственно. Тем не менее формально красные лев и солнце продолжают считаться одной из эмблем МДКК, и Иран сохраняет за собой право вновь вернуть этот символ в использование в любое время.
В декабре 2005 года, после отвергнутого предложения об использовании красной звезды Давида как одного из символов, в результате усилий израильских дипломатов и представителей Американского Красного Креста появился проект третьей, религиозно-нейтральной эмблемы — красный кристалл.
Красный крест с 1906 года является также зарегистрированной торговой маркой фирмы «Johnson & Johnson», сама же эмблема начала использоваться фирмой с 1887 года. В 1905 году Конгресс США запретил использовать символ красного креста любым организациям, кроме Красного Креста. Так как J&J зарегистрировала свою эмблему раньше, для неё было сделано исключение.
Красный крест является защитной эмблемой и зарегистрированным знаком Международного движения Красного Креста и Красного Полумесяца, поэтому использование этой символики другими организациями запрещено международным законодательством. Женевская конвенция 1949 года закрепила правовой статус МККК, поэтому знак Красного Креста (и Красного Полумесяца) охраняется во всём мире.
В Советском Союзе, а позже и в странах СНГ красным крестом стали обозначать всё, что имеет отношение к медицине. Такое использование символа может вызывать вопросы. Более того, символ имеет отношение только к военному времени. На Украине в 2002 году был принят закон, официально запрещающий вольное использование символа. В связи с этим красный крест исчез с машин скорой медицинской помощи, а на дорожных знаках сервиса «Пункт первой медпомощи» и «Больница» красный крест заменили на белый крест на зелёном фоне или зелёный крест на белом фоне.

## История

### Международный комитет Красного Креста

#### Сольферино, Анри Дюнан и основание Международного комитета Красного Креста

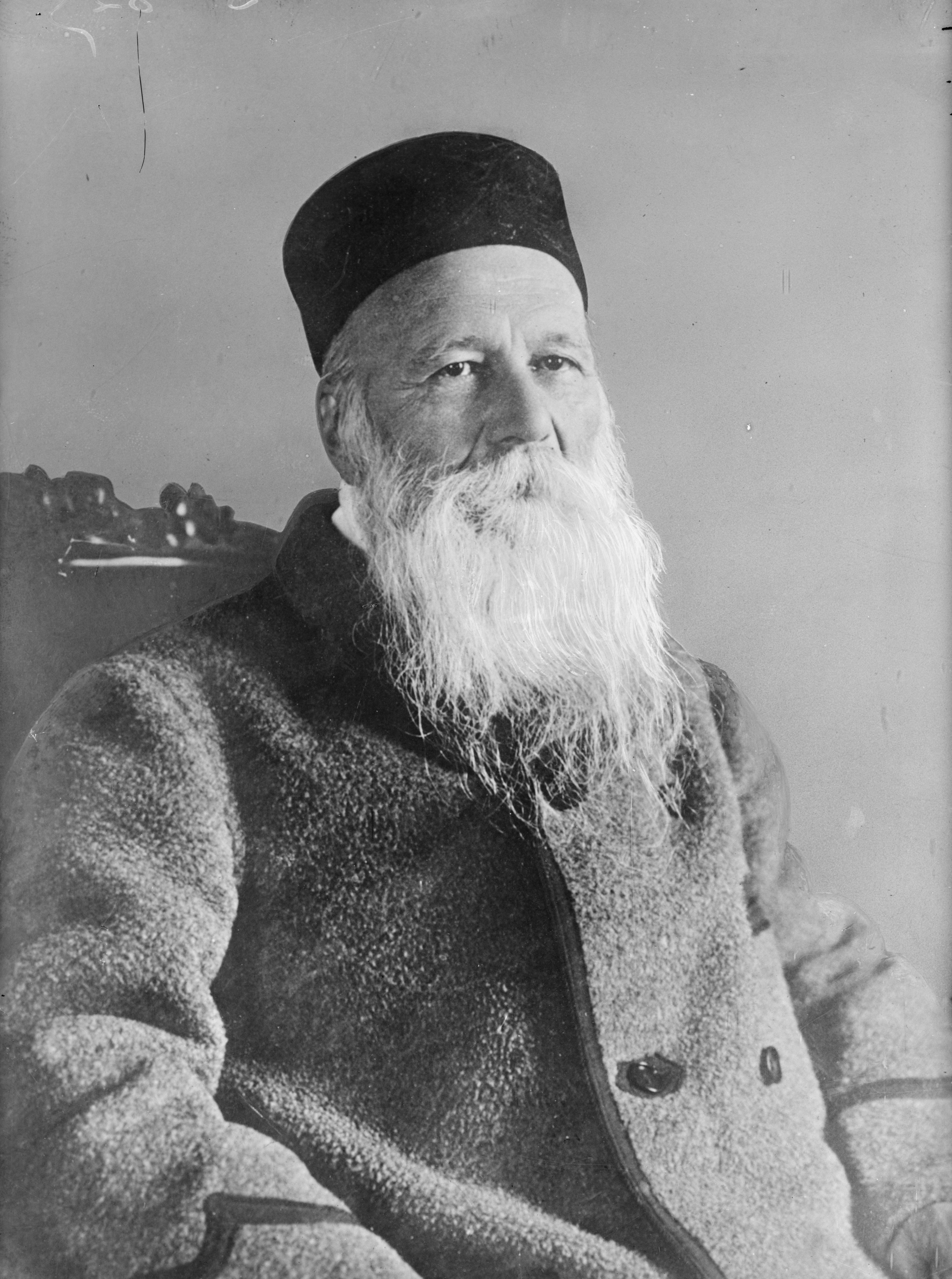
Анри Дюнан, автор книги «Воспоминания о Сольферино»

Вплоть до середины XIX века не существовало эффективной системы обеспечения лечением раненых в бою солдат и мест для их безопасного расположения. В июне 1859 года швейцарский бизнесмен Анри Дюнан приехал в Италию для того, чтобы встретиться с французским императором Наполеоном III и обсудить с ним трудности ведения бизнеса в Алжире, который тогда был оккупирован Францией. Вечером 24 июня он приехал в городок Сольферино, где стал свидетелем битвы, во время которой погибло или было ранено около 40 тыс. солдат с каждой стороны. Анри Дюнан был шокирован последствиями битвы и отсутствием элементарной медицинской помощи раненым. Он полностью отказался от первоначальной цели своего путешествия и несколько дней посвятил себя лечению и уходу за ранеными. Вернувшись домой в Женеву, он решил написать книгу, которую издал за свой счёт в 1862 году под названием «Воспоминания о Сольферино». Он разослал несколько экземпляров книг ведущим политическим и военным деятелям Европы. Помимо издания книги, Дюнан отстаивал идею создания национальных добровольных организаций, которые бы помогали раненым солдатам во время войны. Кроме того, он призывал к разработке и подписанию международных договоров, которые бы гарантировали безопасность нейтральных медиков и больниц для раненых на поле боя.
9 февраля 1863 года в Женеве, Анри Дюнан основал «Комитет пяти», в который, кроме самого Дюнана, вошли ещё четыре представителя влиятельных женевских семей: Гюстав Муанье, юрист и председатель Женевского общества публичного благосостояния, врач Луи Аппиа с большим опытом работы в полевых условиях, друг и коллега Аппиа Теодор Монуар из Женевской комиссии гигиены и здравоохранения и Гийом-Анри Дюфур, влиятельный генерал швейцарской армии. Комитет был комиссией Женевского общества публичного благосостояния. Он поставил себе целью изучить вопрос о возможности реализации идеи Дюнана и организовать международную конференцию по практическому воплощению этой идеи в жизнь. Через восемь дней пятерка решила переименовать свой комитет в «Международный комитет помощи раненым». С 26 по 29 октября 1863 года в Женеве прошла международная конференция, организованная комитетом. Конференция ставила перед собой цель разработать систему практических мероприятий с целью улучшения работы медицинских служб на поле боя. В работе конференции приняли участие 36 делегатов: 18 официальных делегатов от правительств стран, 6 представителей неправительственных организаций, 7 неофициальных иностранных делегатов и 5 членов комитета. На конференции были представлены: Австро-Венгерская империя, Баден, Королевство Бавария, Франция, Соединённое Королевство Великобритании и Ирландии, Ганновер, Гессен-Кассель, Итальянское королевство, Нидерланды, Пруссия, Российская империя, Королевство Саксония, Испания, Шведско-норвежская уния.
В резолюции конференции, принятой 29 октября 1863, в частности, были следующие предложения:
- Основание национальных обществ помощи раненым солдатам;
- Статус нейтральности и защита раненых;
- Использование волонтеров для оказания помощи на поле боя;
- Организация новых конференций, целью которых было бы включить эти концепции в обязательные для соблюдения правовые международные договоры;
- Введение общего символа для медицинского персонала, по которому его можно было бы различить — повязки с красным крестом.

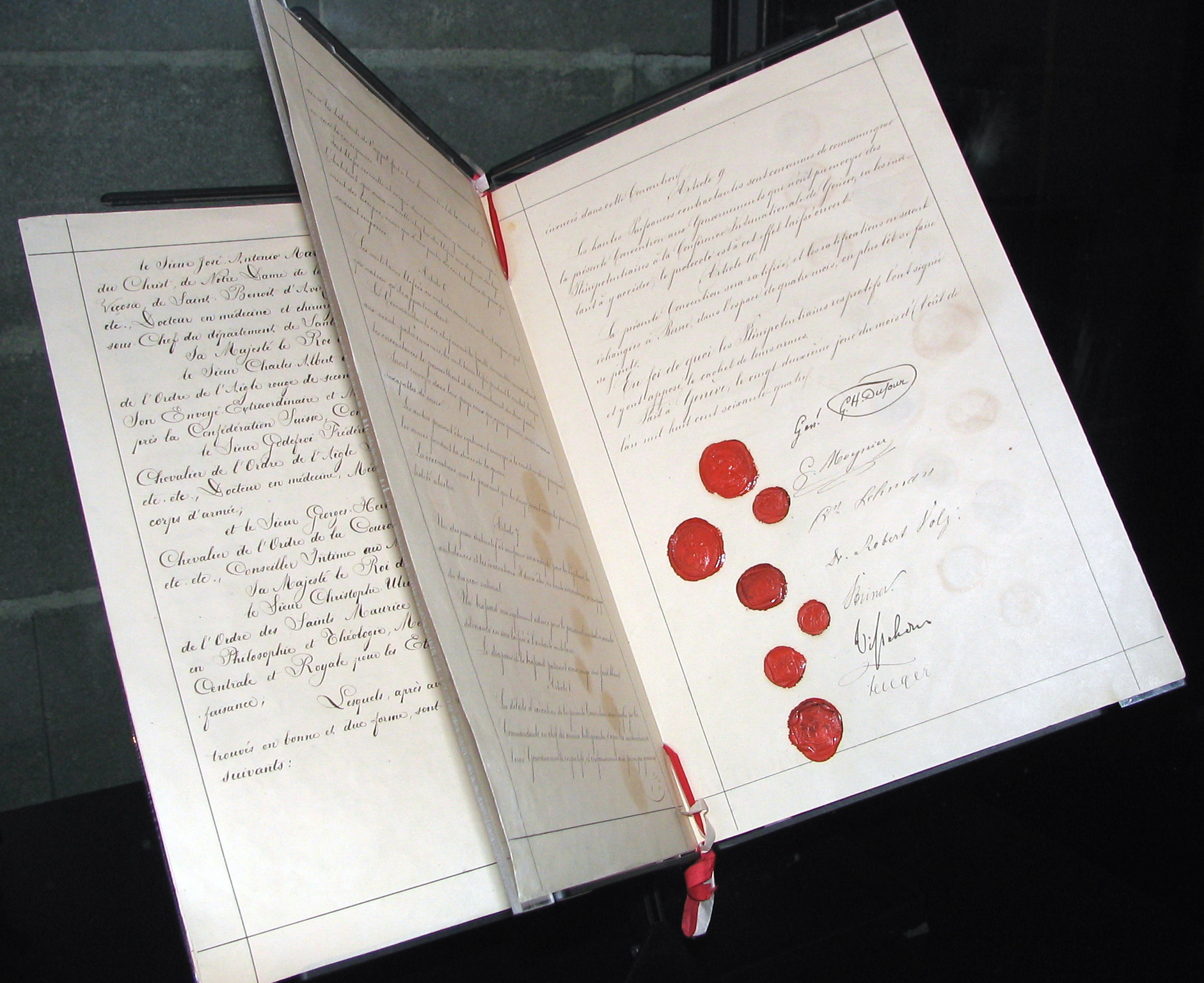
Оригинал Первой Женевской конвенции, 1864

В следующем году швейцарское правительство пригласило правительства всех европейских стран, а также США, Бразилии и Мексики на официальную дипломатическую конференцию. Своих делегатов прислали в Женеву шестнадцать стран. 22 августа 1864 года конференция утвердила первую Женевскую конвенцию «Об улучшении участи больных и раненых воюющих армий на поле боя». Её подписали представители 12 стран и королевств: Бадена, Бельгии, Дании, Франции, Гессена, Италии, Нидерландов, Португалии, Пруссии, Швейцарии, Испании и Вюртемберга. Конвенция состояла из 10 статей, которые установили первые обязательные правила, которые гарантировали нейтральность и защиту во время вооружённого конфликта раненым солдатам, медицинскому персоналу и гуманитарным учреждениям. Кроме того, конвенция установила два требования для признания Международным комитетом национальных обществ:
- Национальное общество должно иметь признание собственного правительства
- Национальное правительство соответствующей страны должно быть членом Женевской конвенции

Сразу же после подписания Женевской конвенции национальные общества были основаны в Бельгии, Дании, Франции, Ольденбурге, Пруссии, Испании и Вюртемберге. Ещё в 1864 году Луи Аппия и Шарль ван де Вельде, капитан голландской армии, стали первыми независимыми и нейтральными делегатами, которые начали работать во время вооружённого конфликта под эмблемой красного креста. Через три года, в 1867 году, была созвана первая Международная конференция национальных обществ по медицинской помощи раненым на войне.
В том же, в 1867 году, Анри Дюнан был вынужден объявить о банкротстве вследствие неудачи своего бизнеса в Алжире, причиной которой отчасти была его неутомимая работа в Международном комитете. Неудачи в бизнесе и конфликт с Гюставом Муанье привели к снятию Дюнана с должности секретаря Комитета и лишению его членства в нём. Дюнана обвинили в ложном банкротстве. Был выписан ордер на его арест. Он был вынужден покинуть родной город, в который больше никогда не возвращался.
Принято считать, что идею эмблемы «красного креста на белом фоне» подал доктор Л. Аппиа в честь нейтральной политики Швейцарского государства, именно поэтому на белом фоне - обратное расположение цветов швейцарского флага. Известно, что с нарукавной повязкой и с этой эмблемой доктор Л. Аппиа отправился на датско-прусскую войну, начавшуюся за несколько месяцев до международной конференции (8-22 августа 1864 года), на которой была принята резолюция, устанавливающая принцип единства международного отличительного знака добровольного санитарного персонала. Знак Красного Креста стал гарантировать неприкосновенность не только лицам, использующим его, но также транспортным средствам и зданиям, на которых этот символ присутствовал .
В последующие годы национальные комитеты движения были образованы почти во всех европейских странах. В 1876 году комитет утвердил название «Международный комитет Красного Креста», которое остаётся в силе по сей день. Через пять лет усилиями Клары Бартон был образован Американский Красный Крест. Число стран, подписавших Женевскую конвенцию, увеличивалось, её положения стали выполняться. Движение Красного Креста получило всеобщее признание, и работать в национальных комитетах соглашались многочисленные добровольцы.
Первой официальной организацией Красного Креста в России считается Крестовоздвиженская община сестёр милосердия, созданная в Санкт-Петербурге княгиней Еленой Павловной в 1854 году. Во главе общины Красного Креста встал выдающийся хирург Николай Иванович Пирогов.
Российская Империя ратифицировала Женевскую конвенцию 10 мая 1867 года, а спустя 5 дней 15 мая император Александр II утвердил устав «Общества попечения о раненых и больных воинах». В 1876 году Общество переименовали в Российское общество Красного Креста, первой применяемой эмблемой стал красный крест. Российское движение общества Красного Креста стало одним из самых мощных и сильных в мире. Эмблема использовалась как внутри страны, так и за её пределами, при оказании гуманитарной помощи. Под эмблемой объединялись десятки тысяч добровольцев.
Полумесяц появился, так как Османская империя отказалась использовать эмблему креста. Считается, что впервые эмблема Красного Полумесяца появилась на санитарных обозах со стороны Османской империи во время Русско-турецкой войны в 1876—1878 годах. Но лишь в 30-х годах XX века эмблема полумесяца была признана второй эмблемой движения.
Со временем стало ясно, что необходима дополнительная эмблема, и в 2005 году ею официально стал красный кристалл (красный ромб на белом фоне) - третья эмблема. Он равнозначен красному кресту и красному полумесяцу.
Когда в 1901 году впервые вручалась Нобелевская премия мира, Норвежский Нобелевский комитет решил дать её совместно Анри Дюнану и Фредерику Пасси — видному пацифисту. Важным событием, помимо самой чести награждения Нобелевской премией, было официальное поздравление от Международного комитета Красного Креста, которое означало реабилитацию Анри Дюнана и признание той выдающейся роли, которую он сыграл при образовании Красного Креста. Дюнан умер через девять лет в маленьком швейцарском курортном городке Гейден. Старый противник Дюнана, Гюстав Муанье умер двумя месяцами ранее. Он президентствовал в Комитете дольше, чем кто-либо в истории.
В 1906 году Женевская конвенция от 1867 года впервые была пересмотрена. Через год Вторая международная мирная конференция в Гааге приняла Гаагскую конвенцию 1907 года, которая расширила действие Женевской конвенции на военные действия на море. Перед Первой мировой войной, через 50 лет после основания Красного Креста и принятия первой Женевской конвенции, в мире насчитывалось 45 национальных обществ помощи раненым. Движение вышло за пределы Европы и Северной Америки, к нему присоединились страны Центральной и Южной Америки: Аргентина, Бразилия, Чили, Куба, Мексика, Перу, Сальвадор, Уругвай, Венесуэла, страны Азии: Китайская Республика, Япония, Корея, Сиам; и Африки: Южно-Африканская Республика.

#### Во время Первой мировой войны

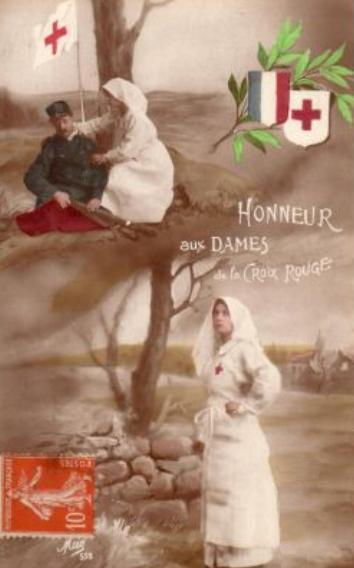
Французская листовка 1915 года

С началом Первой мировой войны Международный комитет Красного Креста встретился с чрезвычайными сложностями, справиться с которыми он смог лишь при содействии национальных обществ. На помощь медицинским службам европейских стран пришли работники Красного Креста со всего света, включая США и Японию. 15 октября 1914 года, Международный комитет Красного Креста основал Международное агентство по делам военнопленных, в котором уже к концу 1914 года работало 1200 человек, в основном волонтеров. К концу войны Агентство переслало более 20 миллионов писем и сообщений, 1,9 миллиона передач и собрало пожертвования на сумму 18 млн швейцарских франков. При содействии Агентства около 200 тыс. военнопленных смогли вернуться домой вследствие обмена пленными. Картотека Агентства за период с 1914 по 1923 годы включала в себя более 7 миллионов карточек на пленных и пропавших без вести. Этот каталог помог идентифицировать более 2 млн военнопленных и предоставил им возможность установить связь с родными. Сейчас этот каталог находится в женевском Музее Международного Красного Креста и Красного Полумесяца. Право пользования каталогом ограничено.
Во время войны Международный комитет Красного Креста отслеживал выполнение сторонами конфликта Женевских конвенций 1907 года и в случае нарушений обращался к стране нарушителя с жалобой. При первом в истории применении химического оружия Красный Крест выразил решительный протест. Даже не имея мандата Женевских конвенций, Международный комитет пытался улучшить условия пострадавшего гражданского населения. На территориях, которые имели официальный статус оккупированных, Международный комитет помогал гражданскому населению по условиям Гаагских конвенций 1899 и 1907 годов. Эти конвенции были также правовой основой работы Красного Креста с военнопленными. Кроме описанной выше работы Международного агентства, Красный Крест проводил инспектирование лагерей военнопленных. В течение войны 41 делегат Красного Креста посетил 524 лагеря на всей территории Европы.

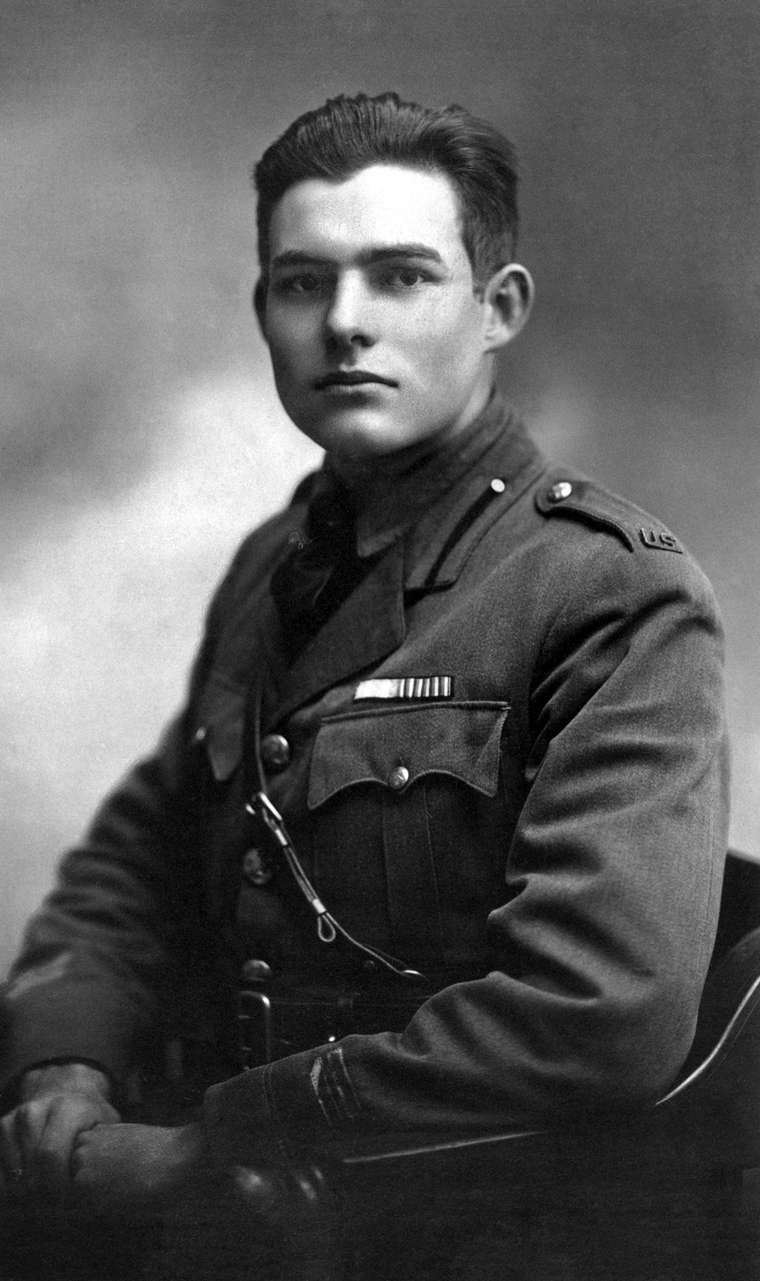
Эрнест Хемингуэй в форме шофера скорой помощи Красного Креста

С 1916 по 1918 год Международный комитет Красного Креста опубликовал ряд почтовых открыток с фотографиями из лагерей военнопленных. На них была запечатлена повседневная жизнь пленных, получение ими писем из дома и т. д. Международный комитет пытался таким образом вселить надежду в сердца семей военнопленных, уменьшить неопределённость относительно судьбы близких им людей. После войны Красный Крест организовал возвращение домой более 420 тыс. военнопленных. С 1920 года задача репатриации была передана только что основанной Лиге Наций, которая поручила эту работу норвежскому дипломату Фритьофу Нансену. Впоследствии его правовой мандат был расширен и в его обязанности вошли вопросы оказания помощи беженцам и перемещенным лицам. Нансен ввёл так называемый паспорт Нансена, который выдавался беженцам, потерявшим своё гражданство. В 1922 году усилия Нансена были отмечены Нобелевской премией мира.
За свою плодотворную работу во время войны Международный комитет Красного Креста был награждён Нобелевской премией мира 1917 года. Эта премия была единственной Нобелевской премией, вручённой в период между 1914 и 1918 годами.
В 1923 году Комитет изменил политику относительно избрания новых членов. До тех пор в Комитете могли работать только жители Женевы. Это ограничение было снято, и теперь право работы в Комитете получили все швейцарцы. Учитывая опыт Первой мировой войны, в 1925 году было утверждено новое дополнение к Женевской конвенции, поставившее вне закона использование в качестве оружия удушающие и ядовитые газы и биологические вещества. Через четыре года была пересмотрена сама Конвенция, и утверждена вторая Женевская конвенция «по обращению с военнопленными». Война и деятельность Красного Креста в военный период значительно подняли репутацию и авторитет Комитета в международном сообществе, и привели к расширению сферы его деятельности.

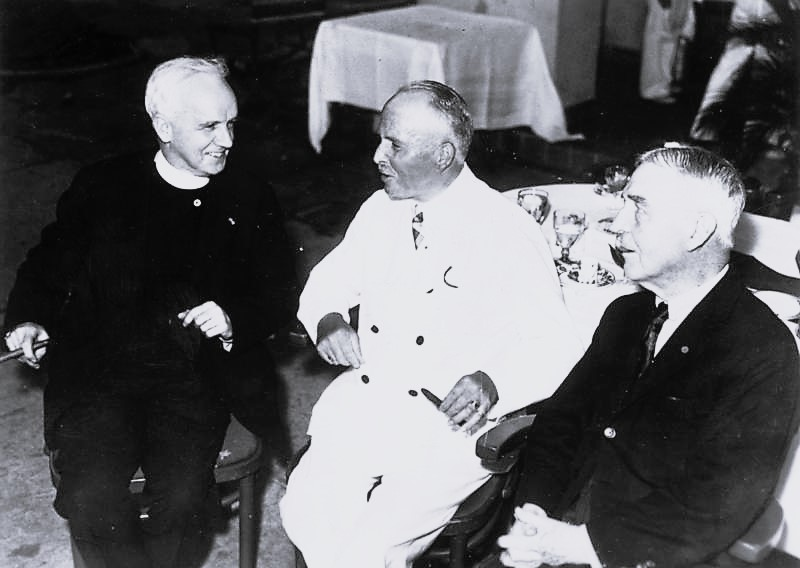
Встреча руководителей Красного Креста в Гонолулу, перед проведением Международного конгресса Красного Креста в Токио. Делегат Джорджтаунского университета, президент Немецкого Красного Креста Карл Эдуард, герцог Саксен-Кобург-Готский, глава американского Красного Креста Джон Бартон Пэйн, 1934

В 1934 году в Японии по инициативе японского общество Красного Креста состоялась международная конференция, на которую приехали более 250 представителей обществ Красного Креста из 57 стран. На этой конференции был принят документ о разрешении членам иностранных Красных Крестов помогать иностранным же гражданским лицам, находящимся в районах военных действий, однако японский Красный Крест блокировал попытки распространить эту помощь на граждан воюющих государств, и в целом иностранные делегаты отзывались об этой конференции как «о каком-то притворстве».
Поскольку большинство правительств были мало заинтересованы во внедрении этой конвенции она не вступила в силу до начала Второй мировой войны.

#### Во время Второй мировой войны

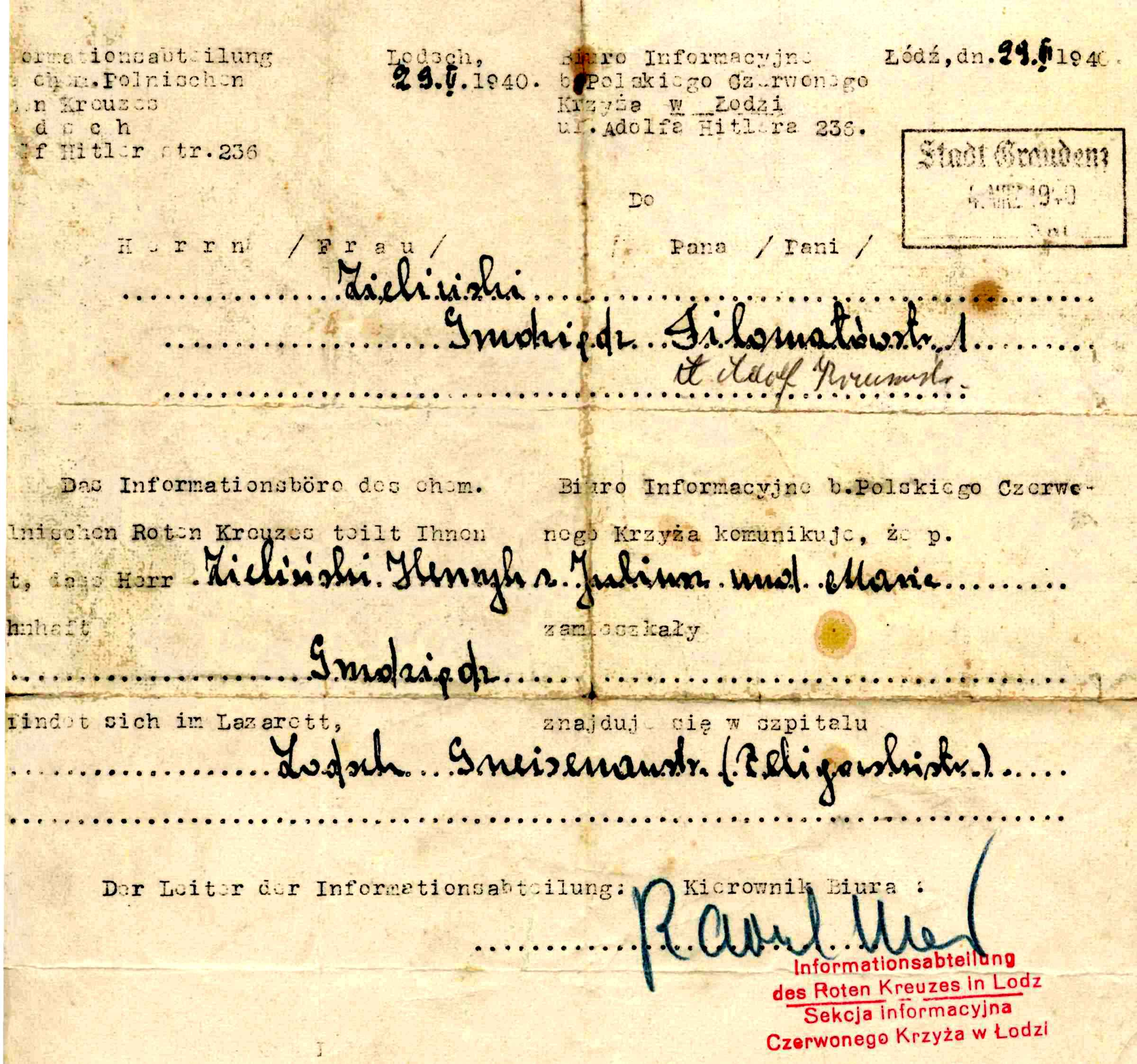
Сообщение Красного Креста из Лодзи, Польша, 1940

Правовой основой работы Международного комитета Красного Креста во время Второй мировой войны была Женевская конвенция в редакции 1929 года. Деятельность комитета была аналогична его деятельности в Первую мировую войну: инспекция лагерей военнопленных, организация помощи мирному населению, обеспечение возможности переписки военнопленных, сообщение о пропавших без вести. К концу войны 179 делегатов совершили 12750 посещений лагерей военнопленных в 41 стране. Центральное информационное агентство по вопросам военнопленных (Zentralauskunftsstelle für Kriegsgefangene) имело 3 тыс. работников, картотека пленных насчитывала 45 миллионов карточек, Агентство обеспечило пересылку 120 млн писем. Значительным препятствием было то, что Немецкий Красный Крест, который контролировали нацисты, отказывался соблюдать женевские статьи.
Международный комитет Красного Креста не смог достичь договоренности с нацистской Германией по обращению с людьми в концентрационных лагерях, и, в конце концов, прекратил оказывать давление, чтобы не поставить под угрозу работу с военнопленными. Он также не смог получить удовлетворительного ответа по лагерям смерти и массовому истреблению европейских евреев, цыган и т. д. В ноябре 1943 года Международный комитет получил разрешение на посылки в концентрационные лагеря в тех случаях, когда известны имена и местонахождение адресатов. Поскольку сообщение о получении посылок часто подписывали другие заключённые, Международный комитет сумел идентифицировать примерно 105 тыс. заключённых и передать около 1,1 млн посылок, в основном в Дахау, Бухенвальд, Равенсбрюк и Заксенхаузен.
Известно, что швейцарский офицер Морис Россель, делегат от Международного Красного Креста в Берлине, посетил Освенцим в 1943 году и Терезиенштадт в 1944 году. Его воспоминания были записаны Клодом Ланцманн в 1979 в документальном фильме «Посетитель от живых» .

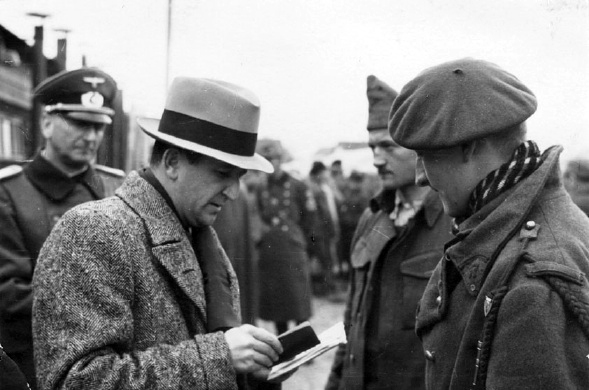
Марсель Жуно, делегат Международного комитета Красного Креста в лагере военнопленных в Германии (© Benoit Junod, Switzerland)

12 марта 1945 года президент Международного комитета Красного Креста Карл Якоб Буркхардт получил сообщение от генерала СС Эрнста Кальтенбруннера с положительным ответом на требование Красного Креста о посещении концентрационных лагерей. Германия поставила условие, что делегаты должны оставаться в лагерях до конца войны. Международный комитет направил 10 делегатов. Один из них, Луи Хефлигер, сумел предотвратить уничтожение Маутхаузен-Гузена, сообщив американским войскам о планах немцев, чем спас около 60 тысяч заключённых. Международный комитет осудил его действия, поскольку они были частной инициативой,
которая поставила под угрозу нейтральность Красного Креста в войне. Репутация Хефлигера была реабилитирована только в 1990 году.
Другой выдающийся пример гуманности продемонстрировал Фридрих Борн, делегат Международного комитета в Будапеште. Он спас жизнь от 11 до 15 тысяч евреев. Женевский врач Марсель Жуно был одним из первых европейцев, посетивших Хиросиму после ядерной бомбардировки.
В 1944 году Международный комитет Красного Креста получил вторую Нобелевскую премию мира. Как и во время Первой мировой войны, эта премия была единственной в период войны с 1939 по 1945 год. После войны Международный комитет работал с национальными обществами, пытаясь оказать помощь странам, пострадавшим от войны в наибольшей степени. В 1948 году Комитет опубликовал отчёт, в котором описывалась его деятельность во время войны. В 1996 году архив Международного комитета за этот период был открыт для академических и публичных исследований.

#### В послевоенный период
12 августа 1949 года были утверждены новые изменения в двух предыдущих Женевских конвенций. Приложение «об улучшении участи раненых, больных и лиц, потерпевших кораблекрушение, из состава вооруженных сил на море», которое теперь называют второй женевской конвенцией, было включено в основной текст Женевской конвенции как наследие Гаагской конвенции 1907 года. Женевская конвенция «по обращению с военнопленными» от 1929 года была второй с исторической точки зрения, но после 1949 года её стали называть третьей, поскольку она появилась позже Гаагской. Учитывая опыт Второй мировой войны, была утверждена Четвёртая женевская конвенция «по защите мирного населения во время войны». Дополнительные протоколы от 8 июня 1977 года провозгласили, что конвенции имеют силу и при внутренних конфликтах, например, гражданских войнах. На сегодня четыре конвенции и дополнительные протоколы к ним содержат более 600 статей по сравнению с 10 статьями начальной Женевской конвенции 1864 года.
Перед столетним юбилеем, в 1963 году, Международный комитет Красного Креста совместно с Международной федерацией обществ Красного Креста и Красного Полумесяца получил третью Нобелевскую премию мира. Начиная с 1993 года право быть делегатами Международного комитета получили нешвейцарские граждане. С тех пор число таких работников Международного комитета достигло 35 %.

## XXIX конференция Международного движения Красного Креста и Полумесяца (2006)
В июне 2006 года состоялась XXIX конференция Международного движения Красного Креста и Полумесяца, главным событием которой стало принятие решения о присоединении к Движению национальных обществ Палестины и Израиля. Теперь деятельность израильских добровольцев из общества «Маген Давид Адом» за пределами страны будет защищаться нормами международного права.

Эмблема МДА

Участники конференции также договорились о третьей, нейтральной эмблеме Движения — Красном Кристалле.
Приём национального общества Красного Щита Давида откладывался почти 60 лет из-за спора вокруг символики организации, поскольку иудеи отказывались признавать и христианский крест, и мусульманский полумесяц. Согласно декларации, принятой на конференции, в Израиле в качестве эмблемы будет использоваться красный кристалл — красный четырёхугольник на белом фоне. Одновременно было решено, что израильская организация «Красный щит Давида», или «Маген Давид Адом» (МДА) — может продолжать использовать на территории Израиля свой прежний символ (красную шестиконечную звезду — «щит Давида», окружённую красным ромбом).
Представители мусульманских государств выступали против принятия Израиля — в частности, Сирия требовала от Израиля вначале допустить сирийское общество Красного Полумесяца на территорию Голанских высот, аннексированных Израилем в 1981 году.

## XXX конференция Международного движения Красного Креста и Полумесяца (2007)
XXX международная конференция Международного движения Красного Креста и Красного Полумесяца состоялась в Женеве (Швейцария) с 26 по 30 ноября 2007 года.

## Критика
Действия МКК во время Второй мировой войны до настоящего времени продолжают подвергаться критике. Документы и рассказы очевидцев, подтверждающие эти действия, были широко использованы при создании фильма Кристин Рюттен «Красный Крест во времена Третьего рейха», продемонстрированного 26 сентября 2007 года на немецко-французском канале Arte. В частности, резкое осуждение вызывают следующие действия МКК:
- МККК первым узнал о нацистском плане полного истребления евреев, но долгое время скрывал эти сведения.
- Часть руководства и сотрудников Красного Креста открыто восхищались действиями Гитлера.
- Президент МККК Макс Хюбер лично возглавлял два предприятия, активно сотрудничавших с нацистской Германией.
- Вице-президент МККК Карл Буркхард посетил Германию по личному приглашению Гитлера и «был очарован» поездкой.
- В отчёте о посещении концлагеря Дахау в августе 1938 года было отмечено «благоприятное впечатление» от лагеря.
- В 1942 году руководство МККК получило сведения, что последних евреев Берлина увозят в Освенцим, но ничего не предприняло и никому эту информацию не передало.
- Летом 1942 года руководство МККК получило от директора женевского бюро Всемирного еврейского конгресса Герхарта Ригнера доказательства реализации плана «окончательного решения», но также ничего не предприняло и никому эту информацию не передало.
- 23 июня 1944 года представитель МККК Морис Россель посетил концлагерь Терезиенштадт и всё, что он поместил в отчёт, — это фотографии специально отобранных улыбающихся детей.
- Тот же Морис Россель в сентябре 1944 года посетил концлагерь Освенцим, не задал там ни одного вопроса о газовых камерах и массовых убийствах, зато отметил прекрасный маникюр эсэсовцев.

## В филателии
В СССР были выпущены почтовые марки, посвящённые движению Красного Креста и Красного Полумесяца:

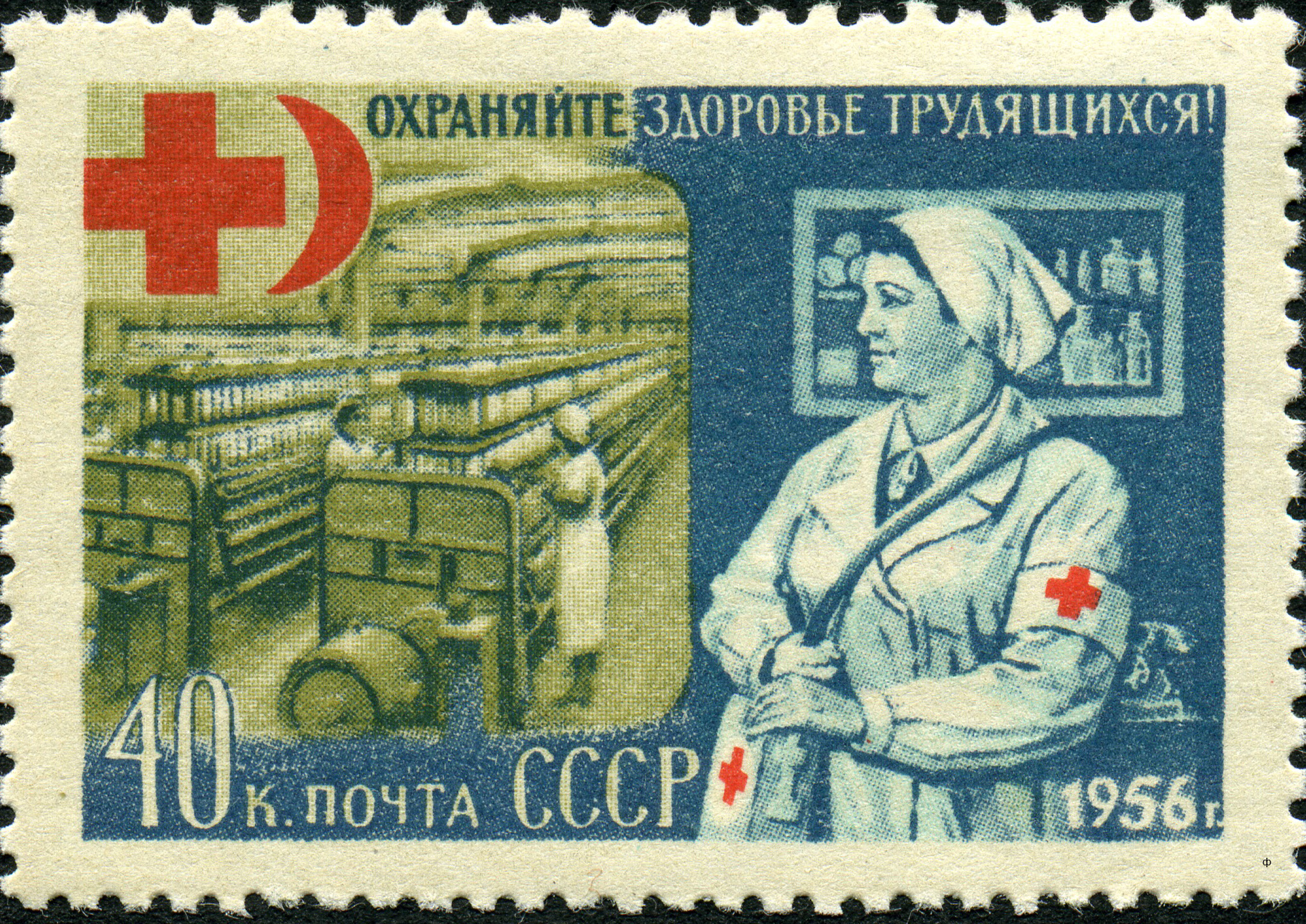
1956 год: «Охраняйте здоровье трудящихся!»
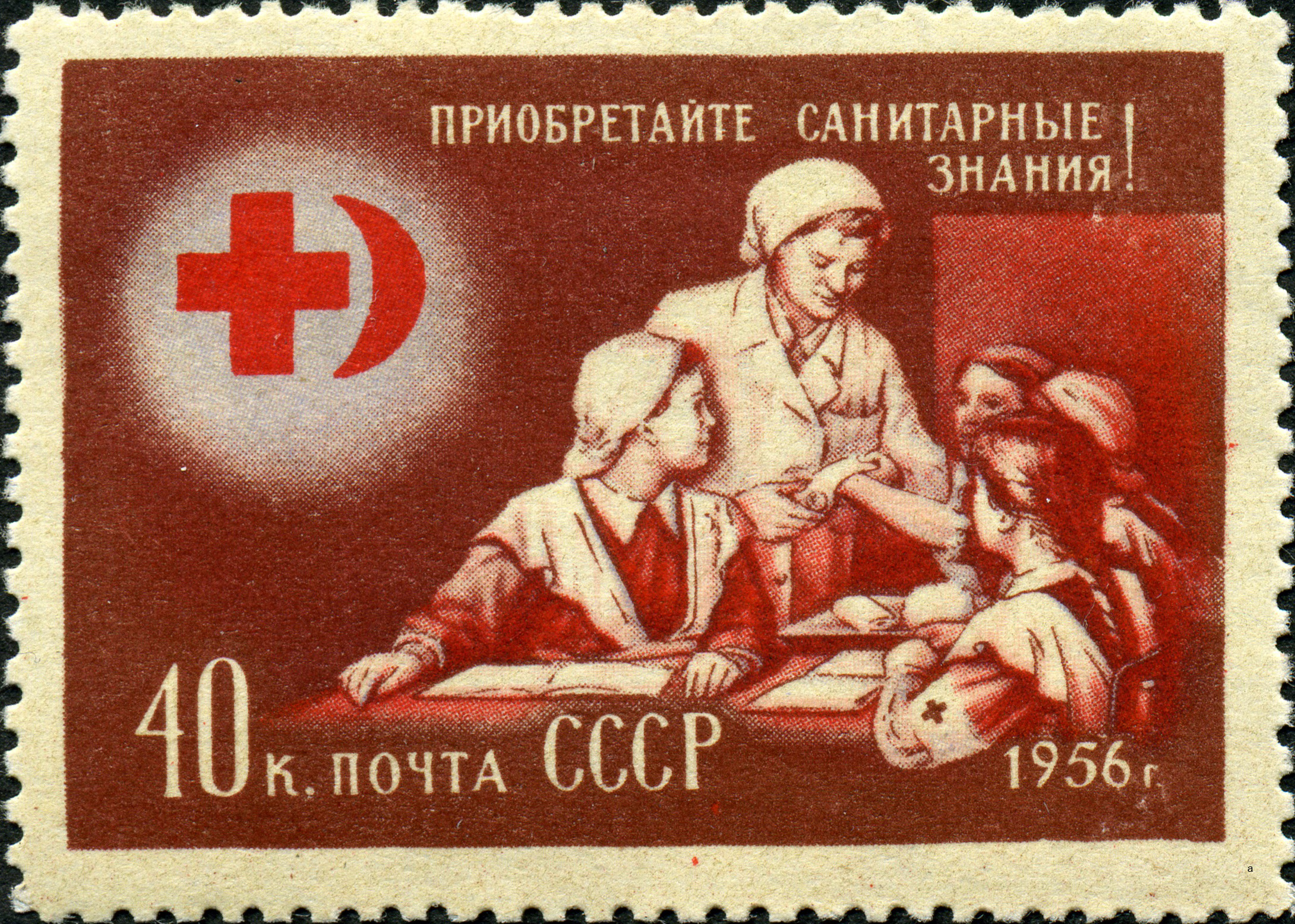
1956 год: «Приобретайте санитарные знания!»
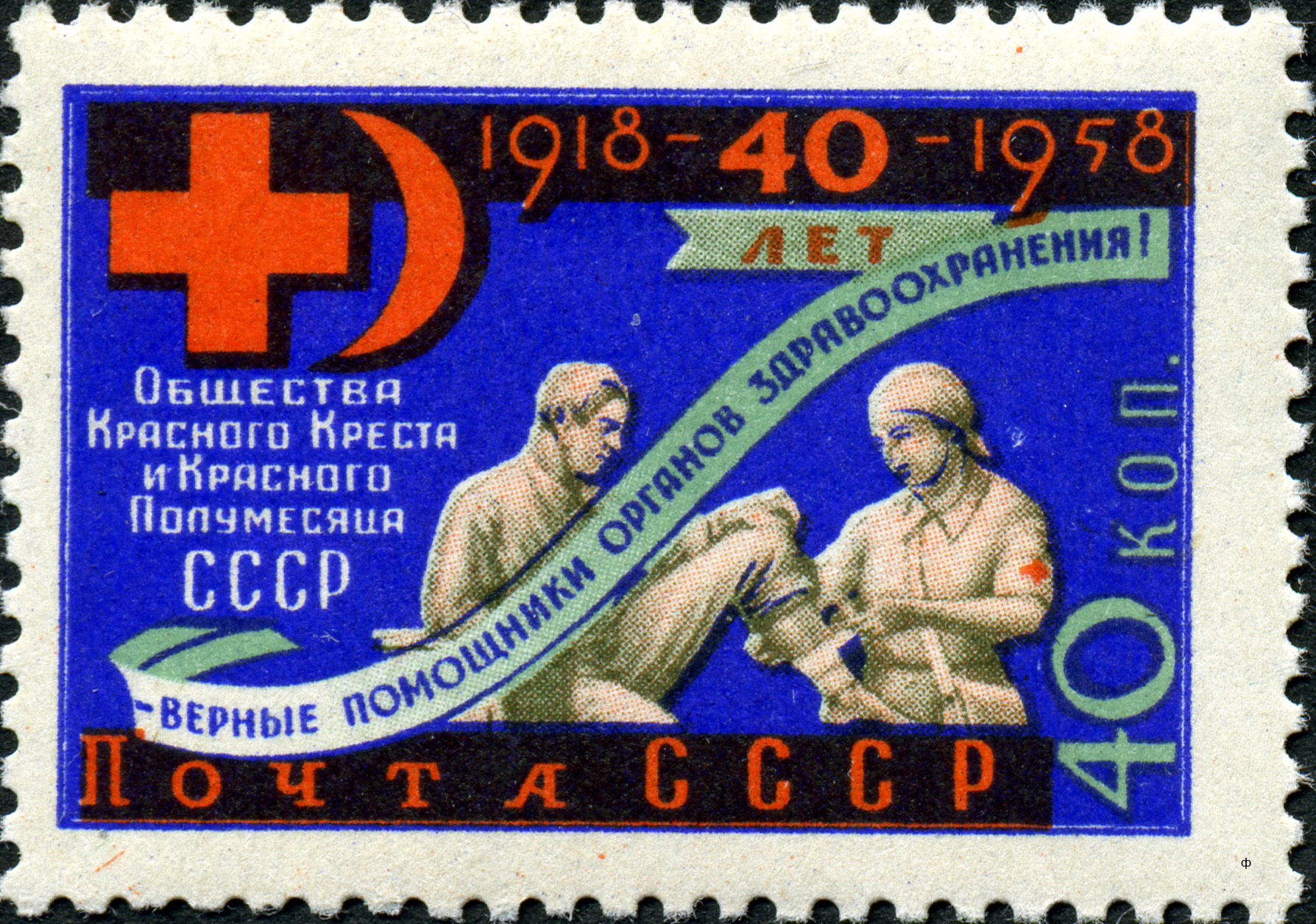
1958 год: 40 лет Общества Красного Креста и Красного Полумесяца СССР
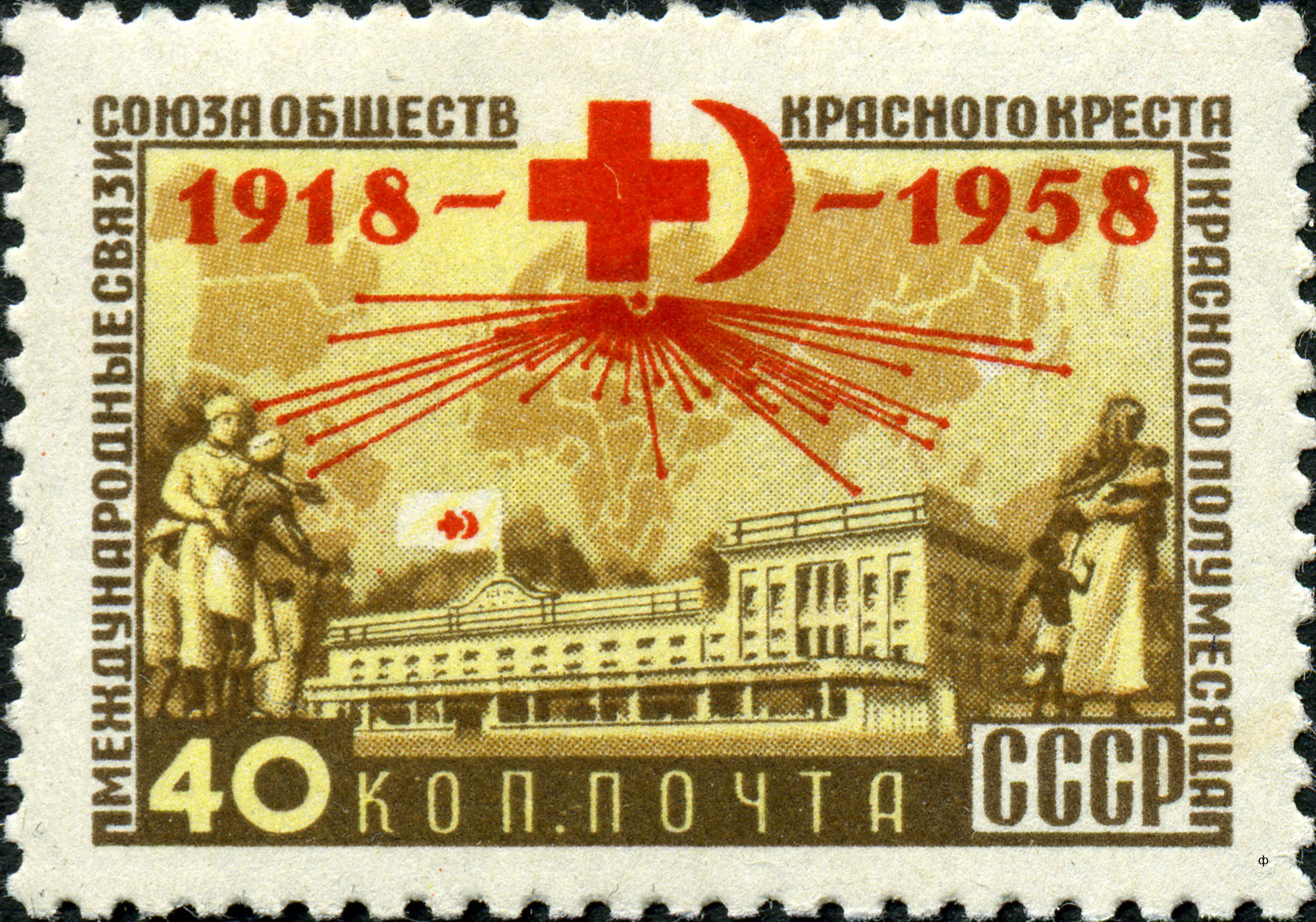
1958 год: 40 лет Общества Красного Креста и Красного Полумесяца СССР
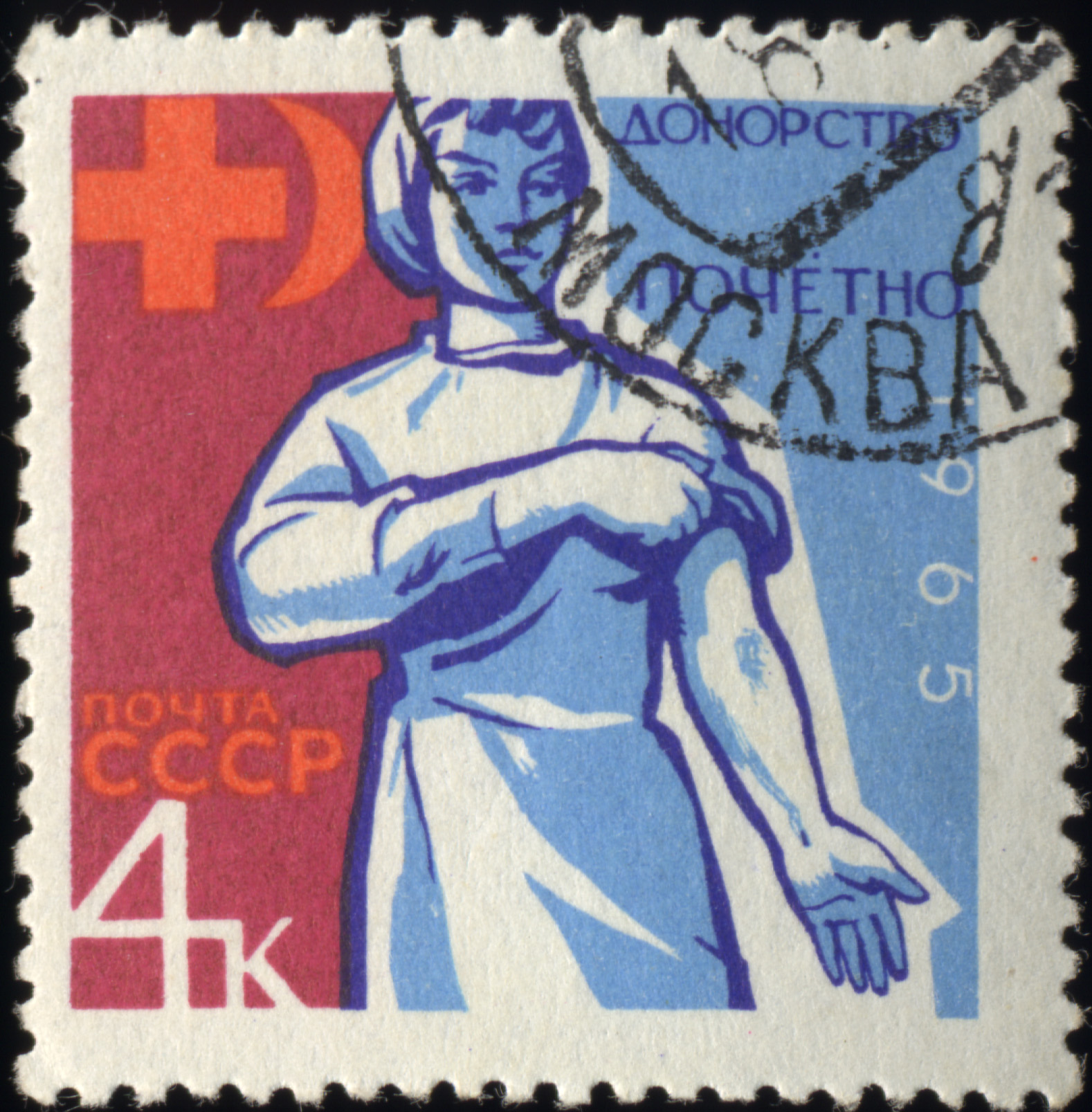
1965 год: Донорство почётно!
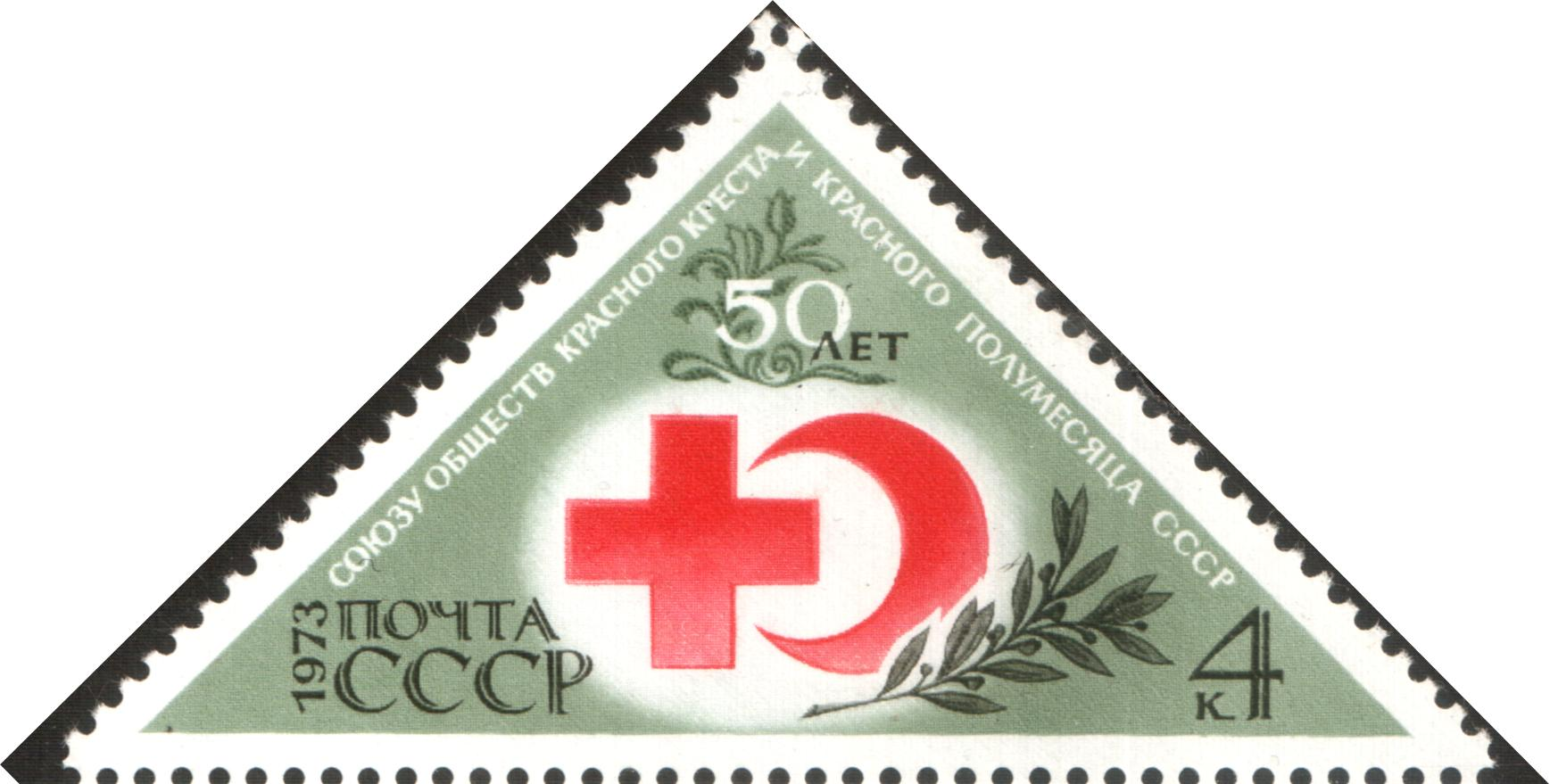
1973 год: 50 лет Союзу Обществ Красного Креста и Красного Полумесяца СССР
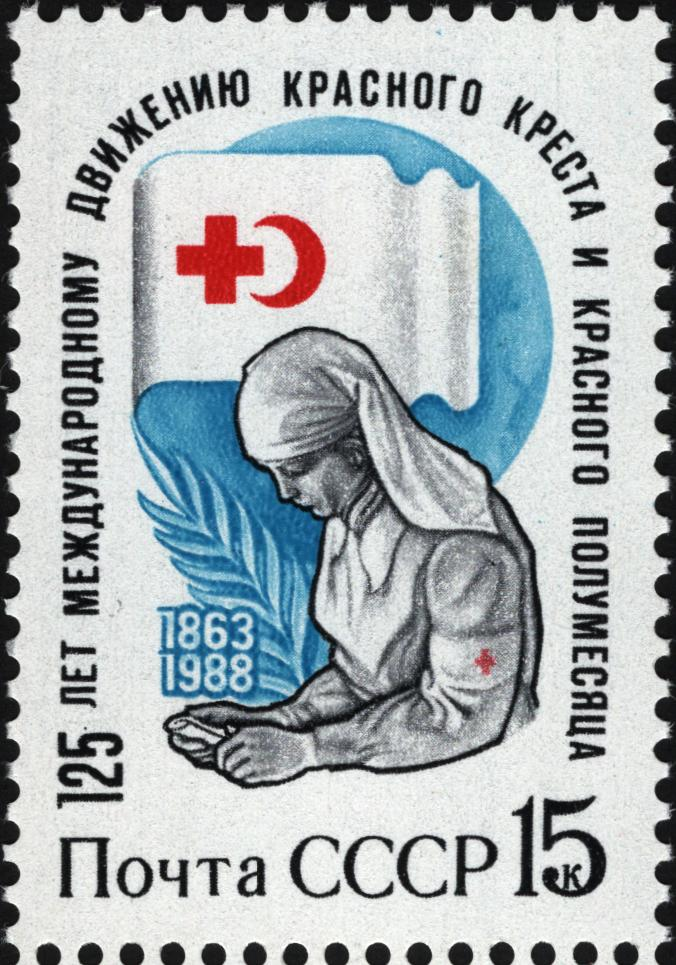
1988 год: 125 лет движению